# NGC 2997
NGC 2997 (другие обозначения — ESO 434-35, MCG −5-23-12, UGCA 181, AM 0943-305, PGC 27978) — спиральная галактика с перемычкой (SBc) в созвездии Насос.
Этот объект входит в число перечисленных в оригинальной редакции «Нового общего каталога».
NGC 2997 относится к так называемым «галактикам с вереницами» (длинными прямыми изолированными отрезками спиральных рукавов), которые выделил Б. А. Воронцов-Вельяминов. Две смежные «вереницы» образованы узкими цепочками областей H II. Наблюдается более трёх таких прямых образований. 
В галактике вспыхнула сверхновая SN 2003jg типа Ib. Её пиковая видимая звёздная величина составила 17m.
Галактика NGC 2997 входит в состав группы галактик NGC 2997. Помимо NGC 2997 в группу также входят ещё 14 галактик.